# Liste de personnalités nées à Iaroslavl
Personnages célèbres de Iaroslavl, Russie.

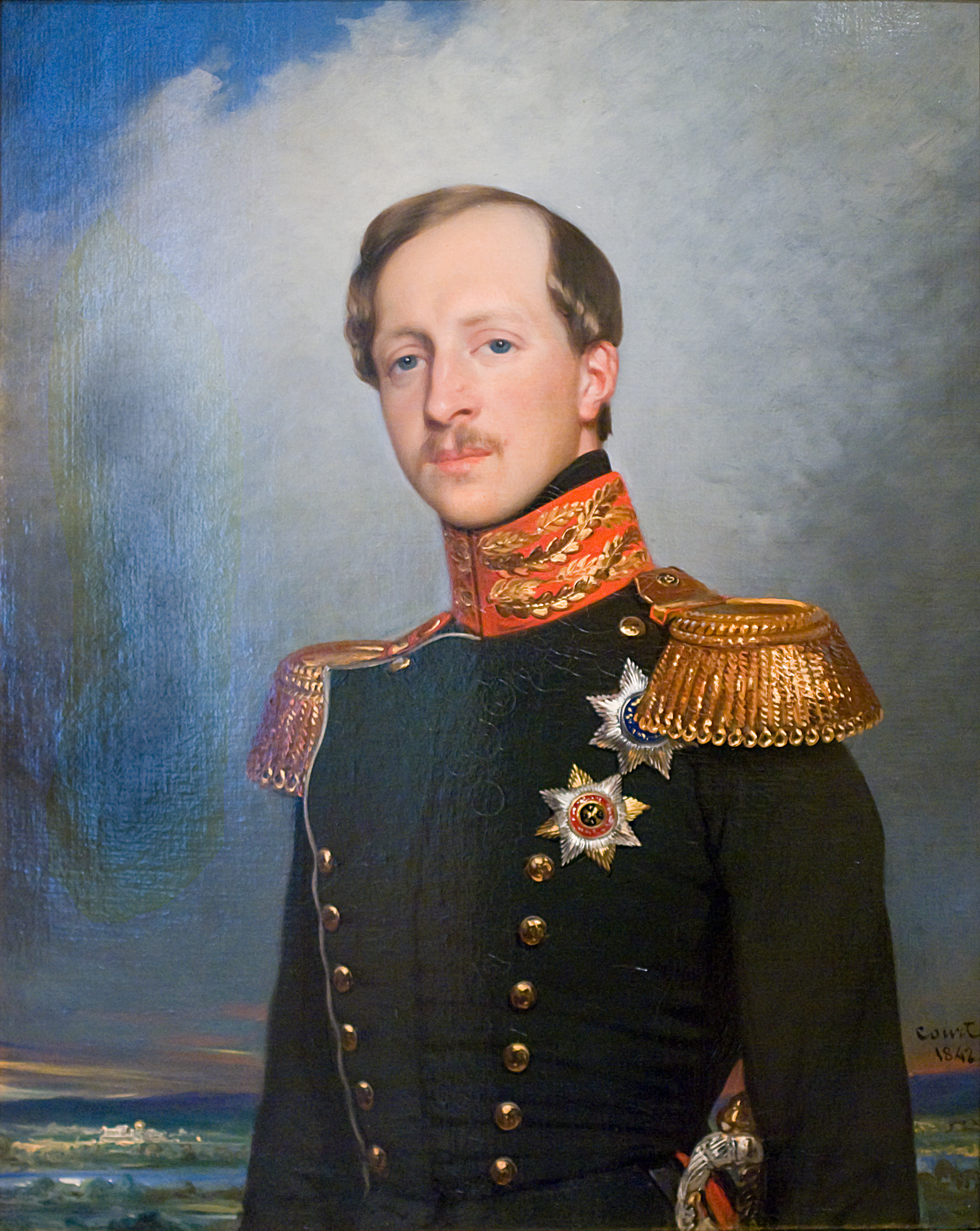
Pierre d'Oldenbourg (1812–1881)

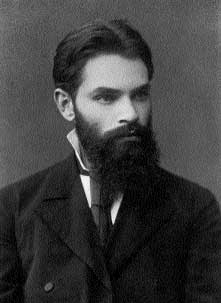
Alexandre Liapounov (1857–1918)

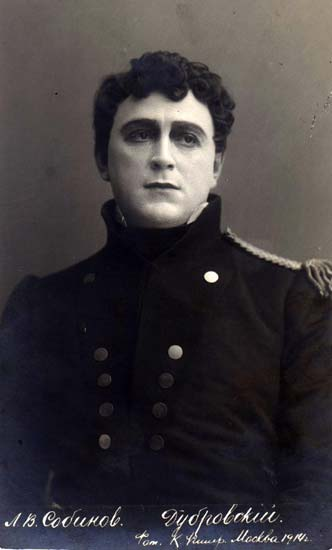
Leonid Sobinov (1872–1934)

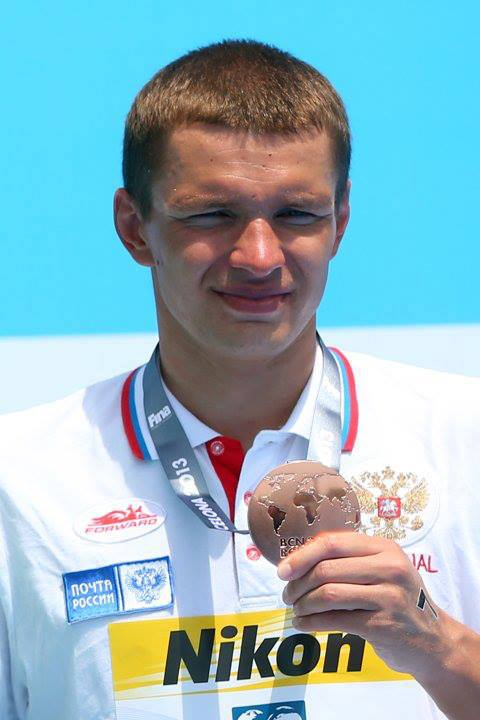
Evgeny Drattsev (1983)

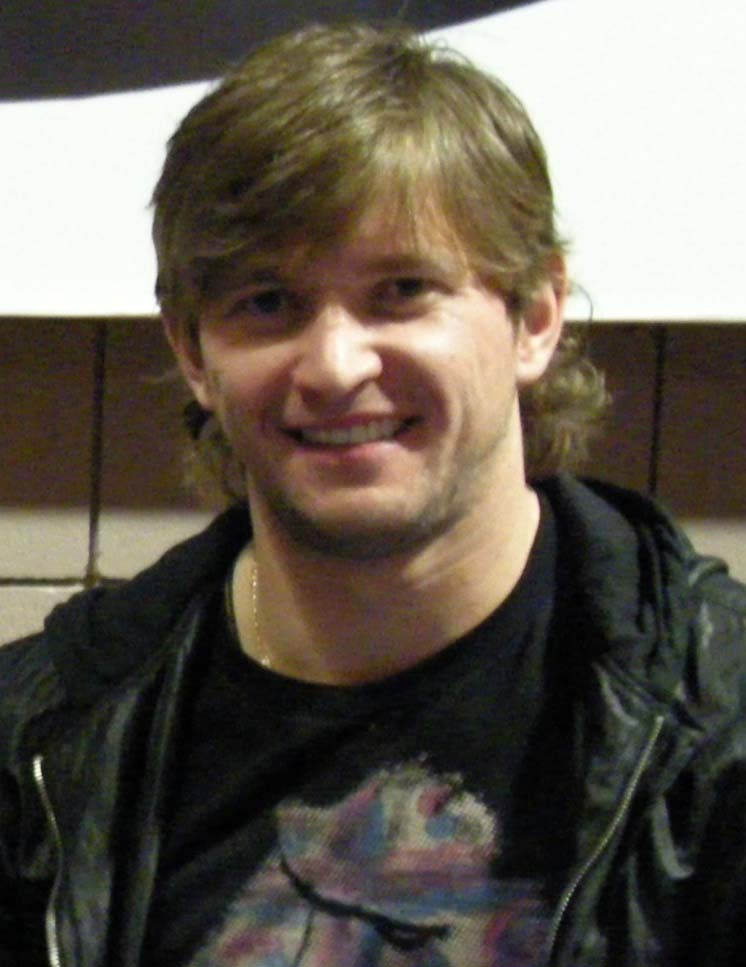
Denis Grebechkov (1983)

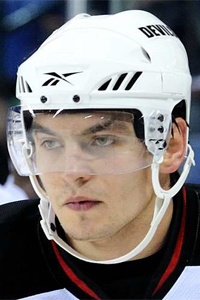
Aleksandr Vassiounov (1988–2011)

## XIXesiècle

### 1801–1900
- Caroline Pavlova (1807–1893), poétesse russe, traductrice en allemand
- Pierre Gueorguievitch d'Oldenbourg (1812–1881), prince de la maison d’Oldenbourg, et un général de l’armée impériale russe
- Ismaïl Sreznevski (1812–1880), philologue, slaviste, historien, paléographe, lexicographe, folkloriste et écrivain russe
- Leonid Sabaneïev (1844–1898), zoologiste russe
- Alexandre Liapounov (1857–1918), physicien et mathématicien russe
- Sergueï Liapounov (1859–1924), pianiste et compositeur russe
- Mikhaïl Kouzmine (1872–1936), poète, romancier, dramaturge, critique littéraire et novéliste russe
- Leonid Sobinov (1872–1934), chanteur d’opéra (ténor) russe
- Fiodor Tolboukhine (1884–1949), maréchal de l’Union soviétique

## XXesiècle

### 1901–1950
- Boris Chavyrine (1902–1965), ingénieur soviétique spécialiste des fusées et des missiles qui a inventé le premier Air-augmented rocket
- Tikhon Rabotnov (1904–2000), professeur d’université et botaniste
- Maria Petrovikh (1908–1979), poétesse et traductrice russe puis soviétique
- Viktor Rozov (1913–2004), dramaturge russe soviétique
- Iouri Lioubimov (1917–2014), acteur russe et un directeur, le fondateur du Théâtre Taganka
- Alexandre Iakovlev (1923-2005), homme politique soviétique, conseiller de Mikhaïl Gorbatchev
- Veniamine Basner (1925–1996), compositeur soviétique/russe
- Sergei Kalinin (1926), tireur sportif soviétique puis russe
- Pavel Kolchin (1930–2010), fondeur soviétique
- Vadim Derbeniov (1934), réalisateur, scénariste et directeur de la photographie soviétique puis russe
- Valentina Terechkova (1937 à Maslennikovo près de Iaroslavl sur la Volga), première femme cosmonaute
- Valery Tarakanov (1941), ancien fondeur soviétique

### 1951–1970
- Andreï Khomoutov (1961), joueur de hockey, 6 fois champion du monde hockey
- Evgueni Kouznetsov (1961), footballeur soviétique puis russe
- Oleg Kisselev (1967), joueur de handball soviétique puis russe
- Evgueni Ourlachov (1967), homme politique russe
- Dmitri Popov (1967), footballeur international russe
- Maksim Tarasov (1970), athlète soviétique puis russe spécialiste du saut à la perche

### 1971–1980
- Ievgueni Riabtchikov (1974), joueur professionnel de hockey sur glace russe
- Evgueni Koriakovski (1975), acteur russe
- Ilia Gorokhov (1977), joueur professionnel de hockey sur glace russe
- Elena Letoutchaïa (1978), journaliste, présentatrice de télévision et réalisatrice russe
- Aleksey Zagornyi (1978), athlète russe, spécialiste du lancer du marteau
- Tatyana Andrianova (1979), athlète russe, spécialiste du 800 mètres
- Elena Grosheva (1979), gymnaste olympique (médaille d’argent, Atlanta 1996)
- Ivan Tkatchenko (1979–2011), joueur professionnel de hockey sur glace russe

### 1981–1990
- Igor Iemeleïev (1981), joueur professionnel de hockey sur glace russe
- Sergueï Moziakine (1981), joueur professionnel de hockey sur glace russe
- Ivan Nepriaïev (1982), joueur professionnel de hockey sur glace russe
- Evgeny Drattsev (1983), nageur russe, pratiquant la nage en eau libre
- Denis Grebechkov (1983), joueur professionnel de hockey sur glace russe
- Lioudmila Postnova (1984), joueuse de handball russe
- Mikhaïl Birioukov (1985), joueur professionnel de hockey sur glace russe
- Aleksandr Galimov (1985–2011), joueur professionnel de hockey sur glace russe
- Oleg Piganovitch (1985), joueur professionnel de hockey sur glace russe
- Andreï Kirioukhine (1987–2011), joueur professionnel de hockey sur glace russe
- Artiom Anissimov (1988), joueur professionnel russe de hockey sur glace
- Mark Bluvshtein (1988), joueur d'échecs canadien
- Maksim Malioutsine (1988), joueur professionnel de hockey sur glace biélorusse
- Aleksandr Vassiounov (1988–2011), joueur professionnel de hockey sur glace russe
- Artiom Iartchouk (1990–2011), joueur professionnel de hockey sur glace russe

### 1991–2000
- Igor Filippov (1991), joueur russe de volley-ball
- Iouri Ourytchev (1991–2011), joueur professionnel de hockey sur glace russe
- Vladimir Tarassenko (1991), joueur professionnel de hockey sur glace russe
- Igor Tisevitch (1991), joueur russe de volley-ball
- Pavel Krotov (1992–2023), skieur acrobatique russe
- Pavel Kraskovski (1996), hockeyeur international russe
- Ivan Provorov (1997), joueur de hockey sur glace russe
- Liubov Nikitina (1999), skieuse acrobatique russe